# Исаково (Челябинская область)
Исаково — упразднённый посёлок в городском округе Челябинска Челябинской области. В 2004 году включен в состав города и исключен из учётных данных. Ныне посёлок (микрорайон) в Советском районе Челябинска.

## География
Находится в 15 км к югу от центра города Челябинска, на перешейке между озёрами Смолино и Синеглазово.

## Топоним
Названо по фамилии первопоселенца — поручика Челябинской крепости Б. И. Исакова (упоминается в 1782 году).

## История
Казацкие выселки Синеглазово, Федоровка, Уханово, Исаково южнее Челябинской крепости
основаны в конце XVIII века.
В 1795 году в Исаково входила усадьба Исакова с 4 дворовыми людьми.
На картах XIX в. Исаково обозначено на южном берегу озера Смолино по правую сторону коммерческого тракта Челябинск — Троицк, в 15 верстах от города.
В советский период в районе Исаково была начата разведка месторождений каменного угля.
В послевоенные годы посёлок вошел в состав Смолинского сельсовета. Работал клуб.

## Население
| 1970 | 1977  | 1983  | 1995 | 2002 |
| ---- | ----- | ----- | ---- | ---- |
| 1146 | ↗1245 | ↘1084 | ↘894 | ↗927 |

В 1795 году В Исаково 28 дворов, 157 жителей (казаки); в усадьбе Исакова 4 дворовых людей. В дальнейшем численность жителей увеличивалась: 1866—199 чел., 1891—269, 1914—355. После Великой Отечественной Исаково насчитывало: 1146 жителей (1970), 1084 жителей (1983), 894 жителей (1997).

## Инфраструктура
В районе Исаково находятся коллективные сады, ведется индивидуальное жилищное строительство.

## Транспорт
Через посёлок проходят автодорога М36 (участок Челябинск — Синеглазово) и железная дорога Смолино — Копейск.
Посёлок связан с основной частью города автобусным маршрутом № 52 и маршрутными такси.